# Hagfors landsfiskalsdistrikt
Hagfors landsfiskalsdistrikt var 1918–1964 ett landsfiskalsdistrikt i Värmlands län, bildat som Uddeholms landsfiskalsdistrikt när Sveriges indelning i landsfiskalsdistrikt trädde i kraft den 1 januari 1918, enligt beslut den 7 september 1917. När Sveriges nya indelning i landsfiskalsdistrikt trädde i kraft den 1 januari 1952 (enligt kungörelsen 1 juni 1951) ändrades distriktets namn till Hagfors landsfiskalsdistrikt. Den 1 januari 1965 avskaffades i Sverige samtliga landsfiskaler och landsfiskalsdistrikt, och deras arbetsuppgifter delades upp på de nyskapade indelningarna polisdistrikt, åklagardistrikt och kronofogdedistrikt.
Landsfiskalsdistriktet låg under länsstyrelsen i Värmlands län.

## Ingående områden
1 januari 1950 utbröts Hagfors stad ur Norra Råda landskommun.

### Från 1918
Älvdals härad
- Gustav Adolfs landskommun
- Norra Råda landskommun

#### Tillkomna senare
- Hagfors stad: Utbruten 1 januari 1950 ur Norra Råda landskommun.

### Från 1 januari 1952
- Gustav Adolfs landskommun
- Hagfors stad
- Norra Råda landskommun